# Blacko (Pleterniceszentmiklós)
Blacko falu Horvátországban, Pozsega-Szlavónia megyében. Közigazgatásilag Pleterniceszentmiklóshoz tartozik.

## Fekvése
Pozsegától 8 km-re délkeletre, községközpontjától 4 km-re északnyugatra, a Pozsegai-medencében, a Pozsegáról Pleterniceszentmiklósra vezető út mentén, Viškovci és Vesela között, az Orljava jobb partján fekszik.

## Története
A település a középkorban is létezett. Csánki Dezső az először 1250-ben „Blathka” alakban említett településsel azonosítja. 1329-ben (nemesi névben) „Blacha”, 1413-ban „Blacza, Balacza”, 1427-ben „Blaccha”, 1474-ben „Blacha” néven említik a különböző oklevelek. A Partasovczi, majd a Garai család birtoka volt. 

A török uralom idején katolikus és muzulmán hitre tért horvátok lakták. Neve szerepel az 1545-ös török defterben. A török kiűzése során a muzulmán lakosság Boszniába távozott. Helyükre Boszniából érkezett katolikus horvátok települtek. 1698-ban „Blaczki” néven 8 portával szerepel a török uralom alól felszabadított szlavóniai települések összeírásában. A török kiűzése után kamarai birtok lett, mely megalapította a blackoi uradalmat. Az uradalom az egyik legkisebb volt Horvátországban, mivel mindössze öt falu, Dervišaga, Orljavica, Srednje Selo, Viškovci és Blacko tartozott hozzá. Az uradalmi központ Kuzmicán volt, melyet akkor még Orljavicának neveztek.
1730-ban 12, 1762-ben 20 ház állt a településen.
Az első katonai felmérés térképén „Dorf Blaczko” néven található. Lipszky János 1808-ban Budán kiadott repertóriumában „Blaczko” néven szerepel. Nagy Lajos 1829-ben kiadott művében „Blaczko” néven 19 házzal, 112 katolikus és 4 zsidó vallású lakossal találjuk.
A településnek 1857-ben 99, 1910-ben 168 lakosa volt. 1910-ben a népszámlálás adatai szerint lakosságának 96%-a horvát anyanyelvű volt. Pozsega vármegye Pozsegai járásának része volt. Az első világháború után 1918-ban az új szerb-horvát-szlovén állam, majd később (1929-ben) Jugoszlávia része lett. 1991-ben lakosságának 95%-a horvát nemzetiségű volt. A településnek 2011-ben 226 lakosa volt. A településnek közösségi háza van.

## Lakossága
| Lakosság változása | Lakosság változása | Lakosság változása | Lakosság változása | Lakosság változása | Lakosság változása | Lakosság változása | Lakosság változása | Lakosság változása | Lakosság változása | Lakosság változása | Lakosság változása | Lakosság változása | Lakosság változása | Lakosság változása | Lakosság változása |
| ------------------ | ------------------ | ------------------ | ------------------ | ------------------ | ------------------ | ------------------ | ------------------ | ------------------ | ------------------ | ------------------ | ------------------ | ------------------ | ------------------ | ------------------ | ------------------ |
| 1857               | 1869               | 1880               | 1890               | 1900               | 1910               | 1921               | 1931               | 1948               | 1953               | 1961               | 1971               | 1981               | 1991               | 2001               | 2011               |
| 99                 | 77                 | 96                 | 111                | 141                | 168                | 171                | 182                | 165                | 181                | 213                | 229                | 235                | 232                | 258                | 226                |

## Nevezetességei
Rudine középkori várának maradványai.